# KV25
KV25 (Kings' Valley 25) è la sigla che identifica una delle tombe della Valle dei Re in Egitto; titolare sconosciuto.
Scoperta nel 1825 da Giovanni Battista Belzoni, è ubicata quasi all'ingresso della West Valley ed è per questo anche nota come WV25. Si trova a meno di cento metri dalla tomba KV23 di Ay, è costituita da una piccola entrata e da un breve corridoio che non presentano decorazioni parietali e risale alla fine della XVIII dinastia. Benché non ultimata, presenta caratteri che hanno consentito di individuarla come tomba reale, forse destinata ad Amenhotep IV/Akhenaton. Le pareti sono ben tagliate e le crepe naturali della roccia vennero nascoste da un leggero strato di gesso.
All’atto del ritrovamento l’ingresso era sigillato da un muro in mattoni e il corridoio conteneva otto mummie, risalenti al Terzo Periodo Intermedio, nonché suppellettili funerarie risalenti alla XVIII dinastia che si suppone provenissero dalla vicina KV23 di Ay.

### Annotazioni
1. ↑  Le tombe vennero classificate nel 1827, dalla numero 1 alla 22, da John Gardner Wilkinson in ordine geografico. Dalla numero 23 la numerazione segue l’ordine di scoperta.

### Fonti
1. ↑  (EN) Theban Mapping Project, su thebanmappingproject.com. URL consultato il 3 febbraio 2017 (archiviato dall'url originale il 29 gennaio 2017)..